# Antíoc XII Dionisi
Antíoc XII Dionís Epífanes, Filopator o Cal·línic (en llatí Antiochus Dionysus, en grec antic Ἀντίοχος Διόνυσος Ἐπιφανής Φιλοπάτωρ Καλλίνικος) fou rei selèucida del 87 aC al 84 aC.
Era fill d'Antíoc VIII Grypos, a la mort del qual el 96 aC es va declarar, junt amb tres germans més, a favor de què regnés un cinquè germà (el gran), Seleuc VI Epifanes. Al morir Seleuc VI durant una revolta popular a Mopsuèstia l'any 95 aC, el seu germà Demetri III Eucàros va assolir la corona, i va associar als seus germans Felip I Filadelf i Antíoc XI Epifanes Filadelf (que potser eren bessons) deixant fora al germà més petit. El 88 aC en ser derrotat i empresonat Demetri III pel seu germà Felip I, Antíoc XII va recollir la successió a Damasc. El 87 aC va arribar a un acord amb el seu germà i des de llavors va governar la regió de Damasc, i va tenir el suport d'Egipte. Es va enfrontar amb els macabeus i els nabateus, i va morir amb lluita contra aquests darrers el 84 aC. L'exèrcit es va retirar desorganitzadament i la major part dels soldats van morir al desert. Els nabateus van ocupar Damasc amb el seu rei Aretes III Filohel·len al davant.